# Atlantisch orkaanseizoen 1951
Het Atlantisch orkaanseizoen 1951 duurde van 15 mei 1951, toen de eerste tropische cycloon ontstond tot 30 november 1951. Het seizoen 1982 was een boven normaal seizoen wat betreft de activiteit. Zoals in het seizoen 1950, werd voor de lijst met namen het spellingsalfabet van het Amerikaanse leger en marine gebruikt (dit spellingsalfabet werd later vervangen door het spellingsalfabet van de NAVO).
Het seizoen telde 10 tropische stormen (tropische depressies niet meegenomen), waarvan er acht tot orkaan promoveerden. Vijf hiervan wiesen aan tot majeure orkanen, dat wil zeggen categorie drie of meer. Orkaan Charlie was de destructiefste tropische cycloon, die het Mexicaanse eiland Cozumel trof als orkaan van de vierde categorie en zware schade aanrichtte. De sterkste tropische cycloon was orkaan Easy, die de vijfde categorie bereikte. Verder was orkaan Able uniek; Able vormde zich, bereikte de status van majeure orkaan en verdween vervolgens weer, nog voordat het officiële seizoen was begonnen.

## Cyclonen

### Orkaan Able
Op 15 mei, meer dan twee weken voor de officiële aanvang van het seizoen, ontstond ten zuiden van Bermuda op de Atlantische Oceaan een subtropische depressie, door toedoen van een lagedrukgebied met koude kern op grote hoogte en een trog van lage druk aan het aardoppervlak, die bijeenkwamen boven het warme water van de golfstroom. De subtropische depressie trok aanvankelijk noordwestwaarts, maar draaide allengs bij naar het westen en later zuidwesten. Toen de zuidwestelijke koers was ingezet, kwam de subtropische depressie boven warmer water en won aan kracht en aan tropische kenmerken. Op 17 mei promoveerde de subtropische depressie tot tropische storm Able (of subtropische storm, het is niet meer vast te stellen wanneer de transformatie van subtropische cycloon naar tropische cycloon was voltooid.
Able begon ten oosten van Florida aan een lus tegen de wijzers van de klok in; Able trok zuidzuidwestwaarts, promoveerde tot orkaan op 17 mei ten oosten van Florida, draaide vervolgens naar het zuiden en zuidoosten over de noordelijkst gelegen Bahama's en draaide daarna weer naar het noordoosten en noorden. Toen Able de lus bijna voltooid had, bereikte hij op 20 mei de tweede categorie. Op 21 mei bereikte Able ten oostzuidoosten van de kust van North Carolina zijn hoogtepunt met windsnelheden tot 185 km/uur, een orkaan van de derde categorie. Daarna draaide Able naar het oostnoordoosten en verzwakte; op 23 mei degradeerde Able tot tropische storm ten noordnoordwesten van Bermuda en verloor uren later zijn tropische kenmerken. Able bleef gedurende zijn bestaan boven zee, eiste geen slachtoffers en richtte geen schade aan. Able was een majeure orkaan, de enige die zich vormde en deze intensiteit bereikte buiten het seizoen.

### Tropische storm Baker
Op 2 augustus ontstond een tropische depressie uit een tropische golf boven de Atlantische Oceaan, ten oostnoordoosten van de Bovenwindse Eilanden nabij 23°NB, 56°WL. De tropische depressie trok naar het noordwesten en promoveerde enkele uren later tot tropische storm Baker. Baker bereikte op 3 augustus zijn hoogtepunt met windsnelheden tot 93 km/uur, waarna hij meer en meer naar het noorden draaide. Baker degradeerde op 5 augustus tot tropische depressie en was inmiddels naar het noordoosten gedraaid. Enkele uren later loste Baker op boven de Atlantische Oceaan.

### Orkaan Charlie
Op 12 augustus ontstond een tropische depressie uit een tropische golf boven de Atlantische Oceaan, nabij 12,2° NB, 45,7° WL. De tropische cycloon trok westnoordwestwaarts en zou gedurende zijn hele bestaan deze koers aanhouden. Aanvankelijk won de tropische depressie maar langzaam aan kracht en zij promoveerde tot tropische storm Charlie op enige honderden kilometers van Martinique op 15 augustus. Daarna ging de ontwikkeling sneller; Charlie bereikte als zware tropische storm de Bovenwindse Eilanden laat op 15 augustus en promoveerde een paar uur later op 16 augustus tot orkaan, op het moment, dat hij de Caraïbische Zee bereikte. Charlie landde op 17 augustus als een sterke orkaan van de tweede categorie op Jamaica, ten zuidwesten van Kingston met windsnelheden tot 176 km/uur en een minimale druk van 973 mbar. Nadat Charlie over Jamaica was getrokken, was hij tijdelijk verzwakt tot de eerste categorie. Maar boven het westen van de Caraïbische Zee begon Charlie opnieuw aan kracht te winnen en bereikte op 19 augustus de vierde categorie met windsnelheden tot 213 km/uur. Enkele uren later landde hij op het Mexicaanse eiland Cozumel.
Vervolgens stak Charlie het schiereiland Yucatán over en kwam als orkaan van de tweede categorie boven de Golf van Mexico. Charlie stak aan de noordzijde de Golf van Campeche over en bereikte opnieuw de vierde categorie. Op 22 augustus landde Charlie voor de laatste maal net ten noorden van Tampico in Tamaulipas. Daarna liep Charlie zich snel stuk op de bergen van de Oostelijke Sierra Madre en loste op boven Tamaulipas op 23 augustus. Op Jamaica was de ravage het ergst; Charlie had daar 152 mensen het leven gekost en $50 miljoen ($383,8 miljoen na inflatiecorrectie 2005) schade aangericht, voornamelijk aan huizen en de suikerrietteelt. Tweeduizend Jamaicanen raakten gewond en nog eens vijfentwintig duizend dakloos. Charlie was – tot dan toe – de ergste orkaanramp op Jamaica van de twintigste eeuw. Op Yucatán richtte Charlie veel schade aan de landbouw aan, 70% van de oogst kon worden afgeschreven, maar er vielen geen slachtoffers. In Tampico vielen slechts vier slachtoffers te betreuren en was de schade nog te overzien ($1 miljoen), maar in de omgeving van Tampico eisten overstromingen, aardverschuivingen en modderstromen meer dan 100 mensenlevens en richtten zeer veel schade aan.
In totaal eiste Charlie in Mexico en op Jamaica meer dan 252 mensenlevens en richtte een totale schade aan van meer dan $75 miljoen ($576,6 miljoen na inflatiecorrectie, 2005). Omdat de naam Charlie afkomstig was van het spellingsalfabet, dat van 1950 tot en met 1952 werd gebruikt, kon de naam niet worden geschrapt en werd in het seizoen 1952 hergebruikt. In het seizoen 1972 werd de naam Charlie gebruikt voor een subtropische storm. Nadat in 1979 weer lijsten met ook jongensnamen waren gebruikt, verscheen er een variant op de naam; Charley, die werd gebruikt in de seizoenen 1980, 1986, 1992, 1998 en 2004. Naar aanleiding van de schade van orkaan Charley in 2004 in Florida werd die naam geschrapt. Het is dan ook onwaarschijnlijk dat de naam in een andere variant ooit nog zal worden gebruikt.

### Orkaan Dog
Op 27 augustus ontwikkelde zich een tropische depressie uit ten zuidwesten van de archipel Kaapverdië, waarschijnlijk uit een tropische golf. De tropische depressie trok verder naar het west-ten-noorden, en net zoals Charlie zou ook deze tropische cycloon niet meer van deze koers afwijken. Op 31 augustus promoveerde de tropische depressie tot tropische storm Dog, die nog ten oosten van de Bovenwindse Eilanden orkaankracht bereikte. Orkaan Dog passeerde op 2 september als sterke orkaan van de eerste categorie tussen Saint Lucia en Martinique en betrad de Caraïbische Zee. Kort daarna bereikte Dog zijn hoogtepunt met windsnelheden tot 185 km/uur, een orkaan van de derde categorie. Daarna verzwakte Dog gestaag en degradeerde op 4 september ten zuiden van Haïti tot tropische storm en op 5 september loste Dog op op ongeveer 300 km ten zuidoosten van de Islas de Santanillas. Dog eiste zeven mensenlevens en veroorzaakte meer dan $6 miljoen schade (niet gecorrigeerd voor inflatie). Op Martinique werden 1000 woningen vernietigd en vele andere zwaar beschadigd (veel huizen verloren hun daken). Negentig procent van de bananenteelt en dertig procent van de suikerrietteelt gingen verloren. Op Saint Lucia lieten twee mensen het leven, drie schepen werden door Dog zwaar beschadigd en ook hier werd zware schade aan de bananenteelt aangericht; 70% van de oogst kon worden afgeschreven. De schade op Sint Lucia bedroeg meer dan $3 miljoen.

### Orkaan Easy
Ook Easy is waarschijnlijk afkomstig uit een tropische golf en tropische storm Easy werd voor het eerst waargenomen op 2 september ten westen van Kaapverdië. Easy zette koers naar het westnoordwesten en promoveerde op 3 september tot orkaan. Easy draaide naar het westen om 24 uur later weer naar het westnoordwesten te trekken. Easy had inmiddels aan kracht toegenomen en was ten noorden van de Bovenwindse Eilanden gepasseerd. Easy draaide nu steeds meer naar het noorden en bereikte op 7 september de vijfde categorie ten noorden van Puerto Rico. Een verkenningsvliegtuig, dat Easy vanuit het zuiden benaderde, moest terugkeren, toen de windsnelheden 260 km/uur bereikten. In de oogrokken, dichter bij het oog lag de windsnelheid nog hoger. Bovendien zijn de sterkste winden in een tropische cycloon op het noordelijk halfrond meestal aan de noordzijde te vinden. Easy draaide daarna verder en begon nu gestaag te verzwakken boven koeler wordend water en op 12 september verloor Easy, nog wel steeds op orkaankracht, zijn tropische kenmerken boven het midden van de Atlantische Oceaan. De extratropische Easy trok nog noordoostwaarts maar verzwakte verder en verdween de volgende dag.

### Orkaan Fox
Ook Fox was een orkaan van het Kaapverdische type. De tropische depressie, die tot tropische storm Fox zou uitgroeien, ontstond nabij de Kaapverdische Eilanden op 2 september, evenals de tropische depressie, die later orkaan Easy werd. Waarschijnlijk ontstonden beide uit twee op elkaar volgende tropische golven. Ook Fox maakte een dergelijke curve op de Atlantische Oceaan (eerst westnoordwestwaarts, daarna steeds verder bijdraaiend naar het noorden en noordoosten). Op 7 september bereikte Fox zijn hoogtepunt ten noordoosten van de Bovenwindse Eilanden met windsnelheden tot 185 km/uur, een orkaan van de derde categorie. Daarna verzwakte Fox gestaag en de volgende dag passeerde hij op 560 km ten oosten van Bermuda en verloor op 10 september zijn tropische kenmerken, maar was op dat moment, evenals Easy nog op orkaankracht. De extratropische Fox verdween op 11 september boven het noorden van de Atlantische Oceaan.

### Tropische storm George
Tropische storm George ontstond op 20 september boven de Golf van Campeche en trok naar het westnoordwesten. George bereikte op 20 en 21 september zijn hoogtepunt als matige tropische storm met windsnelheden tot 93 km/uur en verzwakte iets, voordat hij op 21 september landde nabij Tampico. Enige uren later zou George oplossen boven Tamaulipas. George eiste geen slachtoffers en richtte geen noemenswaardige schade aan.

### Orkaan How
Op 28 september ontstond er boven het noordwesten van de Caraïbische Zee een tropische depressie uit een tropische onweersstoring, die noordwestwaarts, door de Straat Yucatan trok, de Golf van Mexico in. Boven het midden van de Golf van Mexico promoveerde de tropische depressie tot tropische storm How en draaide abrupt naar het oosten, richting Florida. Op 2 oktober landde How op de westkust van Florida tussen Punta Gorda en Vero Beach en bleef in kracht toenemen tijdens zijn oversteek over het schiereiland. How draaide nu sterk naar het noordoosten en bereikte boven de Atlantische Oceaan ten noorden van de Bahama's orkaankracht. Orkaan How bereikte de tweede categorie en scheerde rakelings langs Outer Banks. Op 4 september bereikte How zijn hoogtepunt als sterke orkaan van de tweede categorie met windsnelheden tot 176 km/uur. Daarna verzwakte How langzaam en draaide steeds meer bij naar het oosten. Op 6 en 7 oktober passeerde How op enkele honderden kilometers ten zuiden van Nova Scotia en Newfoundland als orkaan van de eerste categorie. Op 7 oktober verloor How, nog steeds op orkaankracht zijn tropische kenmerken ten zuidoosten van Newfoundland. De extratropische How koerste wederom naar het noordoosten, verzwakte gestaag en verdween op 8 oktober boven het noorden van de Atlantische Oceaan. In Florida kwam veel vee om bij overstromingen van weiland, maar er vielen geen mensenlevens te betreuren. De schade naar aanleiding van How bedroeg ongeveer $2.000.000,- (niet gecorrigeerd naar inflatie).

### Orkaan Item
Op 12 oktober ontstond er een tropische depressie boven het midden van de Caraïbische Zee. De tropische depressie trok naar het noordwesten en promoveerde op 13 oktober tot tropische storm Item boven de Caraïbische Zee, halverwege Jamaica en Nicaragua. Laat op 13 oktober draaide Item naar het noordnoordoosten en promoveerde enkele uren later op 14 oktober tot orkaan. Die dag bereikte Item zijn hoogtepunt met windsnelheden tot 130 km/uur. Op 15 oktober degradeerde Item ten zuiden van Cuba tot tropische storm en trok nu weer naar het westen en passeerde ten zuiden van Isla de Pinos. Daarna dreef Item steeds langzamer noordnoordwestwaarts en verzwakte nog steeds. Vlak voor de landing op 17 oktober in de Cubaanse provincie Pinar del Río degradeerde Item tot tropische depressie, die over Cuba dreef, de Golf van Mexico in, waar hij dezelfde dag oploste. Item eiste geen slachtoffers en veroorzaakte geen schade van betekenis.

### Orkaan Jig
Op 15 oktober ontstond tropische storm Jig ten noorden van de Bahama's. Jig promoveerde snel tot orkaan en trok naar het noordnoordoosten. Het stormveld van Jig was vooral in de noordelijke helft van de cycloon ontwikkeld. Op 15 en 16 oktober bereikte Jig zijn hoogtepunt met windsnelheden tot 130 km/uur. Daarna verzwakte Jig tot tropische storm en draaide naar het noordoosten, om vervolgens tegen de wijzers van de klok in een lus te beschrijven tussen Bermuda en Outer Banks. Op 20 oktober degradeerde Jig tot tropische depressie, die dezelfde dag oploste ten zuiden van Bermuda.

## Namen
Voor het seizoen 1951 werd het spellingsalfabet gebruikt van het Amerikaanse leger en de marine. Dit spellingsalfabet werd ook nog gebruikt voor de seizoenen 1950 en 1952. Daarna gaat men over op een alfabetische lijst van meisjesnamen. Door dit alfabet zijn er in deze jaren nog jongensnamen gebruikt voor tropische cyclonen. Het zou na 1953 tot het seizoen 1979 duren, voordat dat weer zou gebeuren.
| - Able - Baker - Charlie - Dog - Easy - Fox - George | - How - Item - Jig - King (niet gebruikt) - Love (niet gebruikt) - Mike (niet gebruikt) - Nancy (niet gebruikt) | - Oboe (niet gebruikt) - Peter (niet gebruikt) - Queen (niet gebruikt) - Roger (niet gebruikt) - Sugar (niet gebruikt) - Tare (niet gebruikt) | - Uncle (niet gebruikt) - Victor (niet gebruikt) - William (niet gebruikt) - X-Ray (niet gebruikt) - Yoke (niet gebruikt) - Zebra (niet gebruikt) |